# Annemarie Huber-Hotz
Annemarie Huber-Hotz (ur. 16 sierpnia 1948 w Baar, zm. 1 sierpnia 2019 w Alpach Fryburskich) – szwajcarska urzędniczka państwowa, działaczka społeczna i polityk, kanclerz federalny w latach 2000–2007.

## Życiorys
Urodziła się 16 sierpnia 1948 w Baar, była córką kupca. Do szkoły średniej uczęszczała w rodzinnym mieście oraz w Ingenbohl.
Ukończyła studia z zakresu psychologii, socjologii, filozofii i etnologii na Uniwersytecie w Bernie oraz szwedzkim Uniwersytecie w Uppsali uzyskując licencjat w 1971. W latach 1973–1975 studiowała politologię w Graduate Institute of International and Development Studies w Genewie, zaś w latach 1976–1977 ukończyła studia podyplomowe z zakresu planowania przestrzennego na Politechnice Federalnej w Zurychu.
W latach 1973–1975 pracowała jako tłumaczka w Międzynarodowej Organizacji Pracy w Genewie, następnie w Biurze Planowania Przestrzennego rodzinnego kantonu Zug. Od 1978 pracowała w administracji federalnej. Do 1981 była pracownikiem Zgromadzenia Federalnego, następnie objęła kierownictwo nad sekretariatem Rady Kantonów, a od 1989 kierowała także działem naukowym Zgromadzenia Federalnego. W latach 1992–1999 była sekretarzem generalnym Zgromadzenia Federalnego.

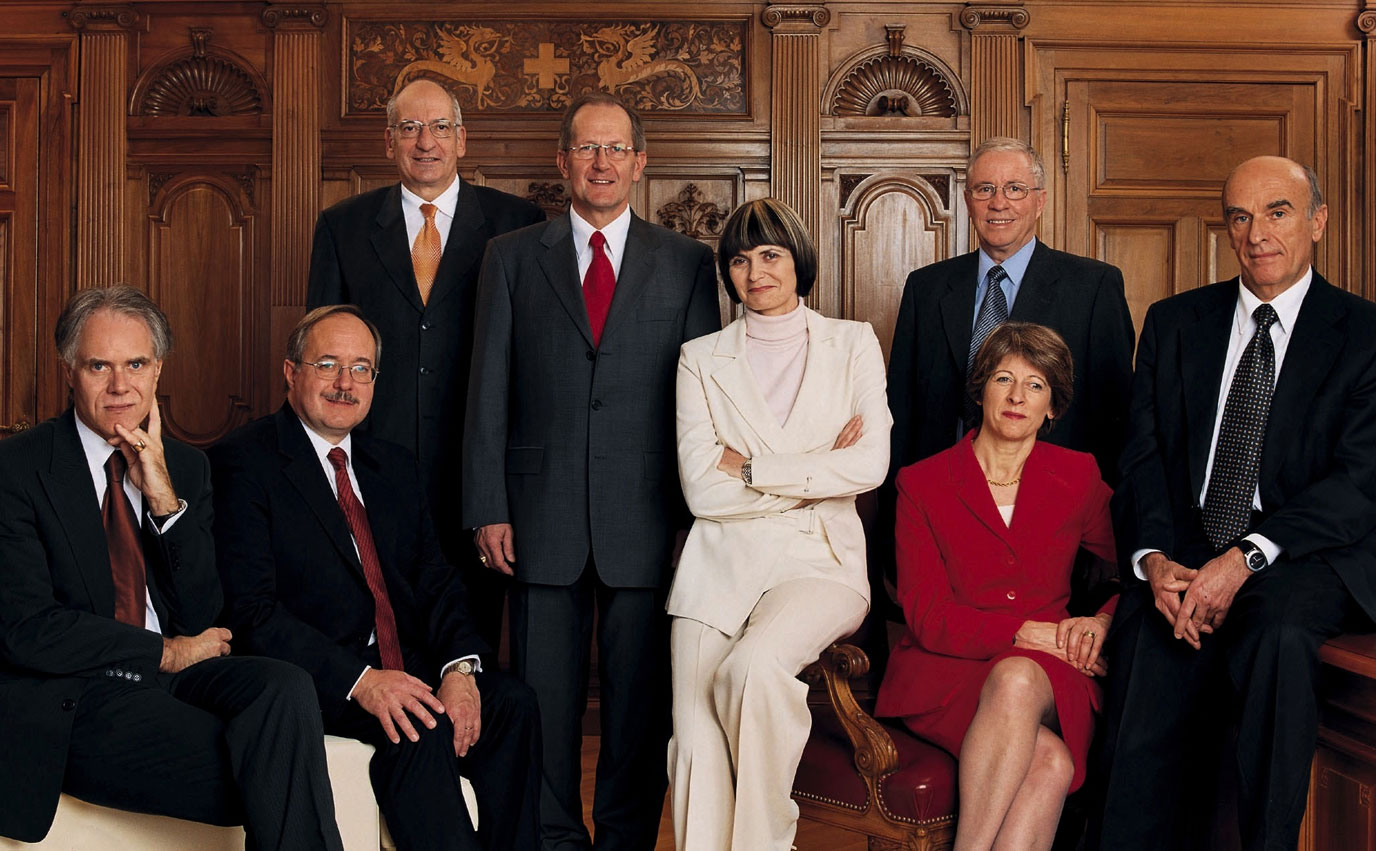
Szwajcarska Rada Związkowa (2004)

Była członkiem Radykalno-Demokratycznej Partii Szwajcarii. 15 grudnia 1999 jako pierwsza kobieta w historii została wybrana na urząd kanclerza federalnego Szwajcarii. W czwartej rundzie głosowań pokonała Achille Casanovę. Sprawowała go od 1 stycznia 2000, kiedy to zastąpiła na stanowisku François Couchepina, do 31 grudnia 2007. Jej następcą została Corina Casanova. W czasie swojej kadencji przeprojektowała Kancelarię Federalną.
Po zakończeniu pracy jako kanclerz działała w organizacjach charytatywnych. Od 2011 do czerwca 2019 była przewodniczącą Szwajcarskiego Czerwonego Krzyża. Była również przewodniczącą Schweizerische Gemeinnützige Gesellschaft (Szwajcarskiego Towarzystwa Dobroczynności).
Zmarła niespodziewanie 1 sierpnia 2019, podczas wędrówki z rodziną w okolicach Schwarzsee w Alpach Fryburskich z powodu ostrej niewydolności serca.

## Życie prywatne
Była mężatką, miała troje dzieci.